# 小野了 (海軍軍人)
小野 了（おの さとる、1915年（大正4年）3月15日 - 2001年（平成13年））は、大日本帝国海軍の軍人、艦爆・戦闘機搭乗員。
操練23期。最終階級は中尉。終戦までの総撃墜数は8機（公認、うち中国3機）。工藤重敏上飛曹と並び夜の王者と称された。

## 経歴
大分県出身。父も軍人で、日露戦争に従軍し金鵄勲章を授与された。1932年（昭和7年）、海兵団に入団、機関兵として大村海軍航空隊勤務中、操縦員を志望し1933年（昭和8年）9月、操縦練習生となる。翌年4月に課程を修了し、艦爆操縦員の二等航空兵として大村空に配属。龍驤、加賀飛行機隊、霞ヶ浦海軍航空隊を経て、日中戦争勃発後の1937年（昭和12年）8月、加賀に艦爆要員として配属、九六式艦上爆撃機を操縦し華中・華南への爆撃任務に従事。
1938年（昭和13年）4月13日、白雲飛行場空爆に第一攻撃隊第2中隊第3小隊長機操縦員として参加（小隊長は同乗者の吉田清治一空曹）、中国空軍のグロスター グラディエーター18機（第5大隊第28中隊9機、独立第29中隊9機）と交戦、1機を撃墜したとされるが、戦闘詳報には撃墜報告はない。同年、第十五航空隊に配属される。
7月18日、南昌青雲譜飛行場攻撃（艦爆隊指揮：松本真実少佐）において小川正一中尉、浜之上勝男三空曹、徳永有二空曹ら3機と強行着陸し、残存飛行機5機を焼き討ち。帰還後、三木森彦大佐からは称賛されたが、松本少佐は独断専行と見なして小川中尉を叱責し、また小野を軍法会議にかけようとしていた。小野は浜之上三空曹を通じて、松本少佐が戦闘当時、爆弾の発射把柄と間違えて浮泛装置の把柄を引いて被弾したと思い込み、爆弾を放棄して急いで帰還していたという弱みを握っており、いつでも軍法会議に行こうと張り切っていた。しかし支那方面艦隊司令長官・及川古志郎中将より感状を得、また参謀長・草鹿任一少将から銀製の艦爆の模型を贈られると、軍法会議の話は立ち消えとなった。また、この出来事は国内で大きく報道され、藤田嗣治の絵の題材にもなった。また、この攻撃で2機を撃墜している。
1940年（昭和15年）9月初旬頃、宇佐海軍航空隊第一分隊の専任教員となる。1942年（昭和17年）2月、横須賀海軍航空隊に転属。4月、ラバウルの台南海軍航空隊に転属し、各地の偵察に当たる。11月、本土に帰還したが、第251海軍航空隊への改編後の1943年5月14日、ラバウルに再進出。同部隊に新たに導入された月光搭乗員となる。機長（観測手）の浜野喜作中尉とペアを組んで爆撃機を撃墜し、武功を重ねていく。
1943年6月5日、B-24 2機を撃墜。これが初戦果となる。10日午前4時ごろ、来襲したアメリカ陸軍航空軍第5空軍第43爆撃隊所属のB-17 20機と初交戦し、1機の左翼に銃撃を当てた。爆撃機は高度を失い、暗闇に消えた。8分後、小野は更にもう1機の右翼に銃撃を加え、発火させた。この戦闘で2機（1機不確実）を撃墜したと認定されたが、米軍側の記録では、通信士1名が負傷したのみで機体の損失はない。
7月17日午前3時47分ごろ、カーニー飛行場海軍航空隊第102中隊所属のPB4Y-1リベレーター31952号（機長・ジョン・B・ハスケット中尉）を撃墜。
1944年1月、厚木空に戻り、同年4月、第三二二海軍航空隊の戦闘第804飛行隊に転ずる。5月、少尉。10月、第一四一海軍航空隊に編入されたためフィリピンに進出、ニコラス基地からレイテの夜間爆撃に従事、敵戦闘機の迎撃を受け、147発の銃弾を受けながら帰還した。同年末、本土に帰還、以降大村で本土防空に従事し、B-29 1機を撃墜した。
豪放、老練な操縦員として知られた。